# Skurowa
Skurowa [pronunciación en polaco: /skuˈrɔva/] es un pueblo en el distrito administrativo de Gmina Brzostek, dentro del Distrito de Dębica, Voivodato de Subcarpacia, en el sudeste de Polonia. Se encuentra aproximadamente 4 kilómetros al sudoeste de Brzostek, 21 kilómetros al sur de Dębica, y 50 kilómetros al oeste de la capital regional, Rzeszów.
El pueblo tiene una población de 434 habitantes.